# Elaphoglossum perelegans
Elaphoglossum perelegans là một loài thực vật có mạch trong họ Lomariopsidaceae. Loài này được (Fée) T. Moore mô tả khoa học đầu tiên năm 1857.